# كيث هويون
كيث هويون (بالإنجليزية: Keith Huewen)‏ هو متسابق دراجات نارية بريطاني سابق. نافس في سباقات بطولة العالم لفئة 500 سي سي ولفئة 350 سي سي ولفئة 50 سي سي.

## روابط خارجية
- كيث هويون على موقع MotoGP.com (الإنجليزية)
- كيث هويون على موقع WorldSBK.com (الإنجليزية)